# Đồi Vatican
Đồi Vatican (/ˈvætɪkən/; tiếng Latinh: Mons Vaticanus; tiếng Ý: Colle Vaticano, tiếng Anh: Vatican Hill) là một ngọn đồi nằm bên kia sông Tiber so với bảy ngọn đồi truyền thống thuộc thành phố Roma còn lại. Ngày nay địa danh "Vatican Hill" chính là vị trí của Vương cung thánh đường Thánh Phêrô.

## Địa hình của La Mã cổ đại
Vaticanus Mons (hay Vaticanus Collis ) thường là một cái tên trong tiếng Latinh cổ đề cập đến địa danh Janiculum. Nhà triết gia Cicero sử dụng hình thức số nhiều Vaticani Montes trong ngữ cảnh bao gồm cả Đồi Vatican hiện đại cũng như Đồi Monte Mario và Đồi Janiculan.
Vaticanum hay Campus Vaticanus ban đầu là một khu vực đồng bằng giữa Vaticanus Mons và Tiber. Trong thời kỳ Cộng hòa La Mã, nó là nơi lưu trú của những người nghèo khổ. Caligula và Nero đã sử dụng khu vực này cho các cuộc tập trận của chiến xa, như tại Gaianum, và việc cải tạo đô thị được khuyến khích bằng đề án xây dựng Rạp xiếc Nero, còn được gọi là Rạp xiếc Vaticanus hoặc đơn giản là Vaticanum. Vị trí của các ngôi mộ gần rạp xiếc Vaticanus được đề cập trong một vài thư tịch sau này.
Vaticanum dưới thời Đế quốc La Mã có một ngôi đền thờ Nữ thần Cybele, tuy chỉ là một ngôi đền phụ nếu so với ngôi đền chính được đặt tại Đồi Palatine, nhưng ngôi đền này đã nổi tiếng trong thế giới cổ đại đến nỗi các ngôi đền thờ Cybele ở Lyon thuộc Pháp và Mainz thuộc Đức cổ đại đều gọi là Vaticanum. Dấu tích của cấu trúc ngôi đền này được bắt gặp trong quá trình tái thiết lại Quảng trường Thánh Phêrô.